# Důl Hedvika
Důl Hedvika byl černouhelný hlubinný důl petřvaldské dílčí pánve v Petřvaldě, okres Karviná.

## Těšínská komora
V majetku těšínských knížat resp. Těšínské komory byly i železárny v Třinci. Když železárny zaváděly výrobu železa pomocí koksu, zakoupil těšínský kníže arcivévoda Albrecht důl Gabriela a založil těžířstvo Kamenouhelné doly Jeho císařské výsosti arcivévody Albrechta. Ani tato akvizice však hutím nestačila, a proto dal arcivévoda hloubit v roce 1872 jámu Albrecht. Hloubení bylo náročné; potýkalo se s tekutými písky a proto trvalo dva roky. Hloubení předcházel geologický průzkum v letech 1858-1863.
V roce 1879 důl zahájil těžbu. Po smrti arcivévody Albrechta  přebral v roce 1895 správu Těšínské komory jeho synovec arcivévoda Bedřich.

## Báňská a hutní a.s.
- V roce 1906 za účasti vídeňské banky Bodencreditanstalt prodal arcivévoda Bedřich doly a hutě akciové společnosti Rakouská báňská a hutní společnost
- V roce 1915 byla zrušena třídírna a vytěžené uhlí se dopravovalo na důl Pokrok lanovou dráhou dlouhou 1 100 metrů.
- Po první světové válce byla společnost nostrifikována, její sídlo bylo přeneseno z Vídně do Brna
- V roce 1925 byl důl přejmenován na důl Hedvika po patronce Slezska[1]
- V roce 1930 bylo sídlo společnosti přeneseno do Prahy
- Roční těžba v roce 1926 dosáhla  500 000 tun.

## OKD
- V roce 1953 byl důl sloučen s dolem Pokrok (Julius Fučík) a dále nesl název Julius Fučík, závod 2
- V roce 1975 byly vytěženy dobyvatelné zásoby[2] mimo ochranný pilíř
- Při těžbě ochranného pilíře likvidované jámy došlo 20. 8. 1979 k sesutí ústí jámy Hedvika č. 2,  při němž propadla  těžní věž do vzniklého kráteru. [3]

## Památková ochrana
Památkovou ochranu požívala pouze strojovna v krátkém období 17. květen 1996 - 26. březen 1999.